# Šiaulių maistas
AB Šiaulių maistas war ein Unternehmen in der litauischen Stadt Šiauliai.

## Geschichte
1932 wurde der Betrieb der Fleischverarbeitung errichtet. In Sowjetlitauen wurde ein Kombinat (Šiaulių mėsos kombinatas) gegründet. 1982 produzierte man 38.500 Tonnen Fleisch und Subprodukte, 8600 Tonnen Wurst. Vom 28. Mai 1992 bis zum 3. August 1993 gab es den Staatsbetrieb Šiaulių valstybinis akcinis mėsos fabrikas. Am 5. August 1993 wurde das Unternehmen zu Akcinė bendrovė „Šiaulių maistas“ gegründet. Es wurde am 22. April 1991 eine Filiale in Venta bei Akmenė (Šiaulių valstybinio mėsos fabriko Akmenės gyvulių supirkimo punktas) errichtet und am 22. März 1994 aufgelöst. 2014 schuldete das Unternehmen 12,7 mln. Lt (3,6 Mio. Euro). Am 10. November 2003 wurde „Šiaulių maistas“ aufgelöst. Die 2000 gegründete Genossenschaft (Kooperatinė bendrovė) „Naujasis Šiaulių maistas“ mietete die Einrichtungen von „Šiaulių maistas“ und setzte die Tätigkeit des Unternehmens fort. Am 30. Juli 2009 wurde sie aufgelöst.

## Auszeichnung
- Goldmedaille von „AgroBalt-97“